# Barbara Eckhold
Barbara Eckhold (* 16. April 1944 als Barbara Andrä in Dresden) ist eine deutsche Filmregisseurin und Animatorin.

## Leben und Werk
Barbara Andrä wurde während des Zweiten Weltkriegs in Dresden geboren. Nachdem das Elternhaus im Februar 1945 bei einem Bombenangriff zerstört wurde, flüchtete die Familie nach Pirna. Ab ihrem elften Lebensjahr wirkte Andrä am Filmstudio der Jungen Pioniere in Pirna mit. Nach ersten dokumentarischen Filmversuchen entwickelte sie eine Vorliebe für Puppentrickfilme. Früh bastelte Andrä ihre Figuren selbst.
1965 begann sie ein Regiestudium an der Akademie der musischen Künste in Prag, mit dem Ziel eigene Puppentrickfilme zu realisieren. In Folge des Prager Frühlings musste die angehende Filmemacherin ihr Studium in Prag vorzeitig beenden. Ihre Ausbildung setzte sie an der Theaterhochschule Leipzig fort. 1970 drehte sie ihren Diplomfilm Hase und Rübe.
Barbara Eckhold, die zu dieser Zeit den Nachnamen Thieme trug, begann noch im Jahr des Studienabschlusses ihre berufliche Laufbahn am DEFA-Studio für Trickfilme. Zunächst arbeitete sie im Animationsteam von Monika Krauße-Anderson und Werner Krauße an vier Episoden der Serie Teddy Plüschohr mit. 1972 legte Eckhold innerhalb der Serie mit der Episode Der Wettermacher ihre erste eigenständige Regiearbeit vor. Für die populäre Rübezahl-Serie, die in Co-Produktion mit der Tschechoslowakei realisiert wurde, arbeitete sie als Animatorin unter anderem für den tschechischen Regisseur Stanislav Látal. 1987 kam es für den Film Die schwarze Burg zu einer deutsch-tschechischen Co-Produktion unter Eckholds Regie mit Beteiligung des Künstlers Koloman Leššo.
Zu Barbara Eckholds künstlerisch erfolgreichstem Film wurde Die große Reise der alten Schildkröte, der auf ein chilenisches Volkslied zurückgeht, 1989 im Programm der Berlinale lief und später unter anderem auch auf dem Leipziger Festival für Dokumentar- und Animationsfilm zu sehen war.
In der Wendezeit drehte Eckhold mit Der Bergtroll nach einem norwegischen Märchen ihren letzten Film. Die Produktion wurde nicht mehr in das Verleihprogramm von Progress übernommen und nur vereinzelt gezeigt. Mit der Studioschließung wurde Barbara Eckhold kurzzeitig arbeitslos, bevor sie bis 2009 eine Tätigkeit im Kundendienst eines Fotolabors ausübte. Anschließend illustrierte Eckhold ein Kinderbuch mit dem Titel Die Abenteuer des kleinen roten Autos.
Seit 1982 ist die Filmemacherin mit dem DEFA-Animationsfilmer Walter Eckhold (* 1936) verheiratet.

## Filmografie (Auswahl)
- 1970: Hase und Rübe (Diplomfilm)
- 1983: Ich bin das Känguruh (Regie, Buch, Animation)
- 1984: Das war der Lumpenteddy (Regie, Buch, Animation)
- 1987: Die schwarze Burg (Regie, Buch, Puppenführung)
- 1988: Die große Reise der alten Schildkröte (Regie, Buch, Animation)
- 1990: Der Bergtroll (Regie, Buch, Puppenführung)